# Popova Šapka

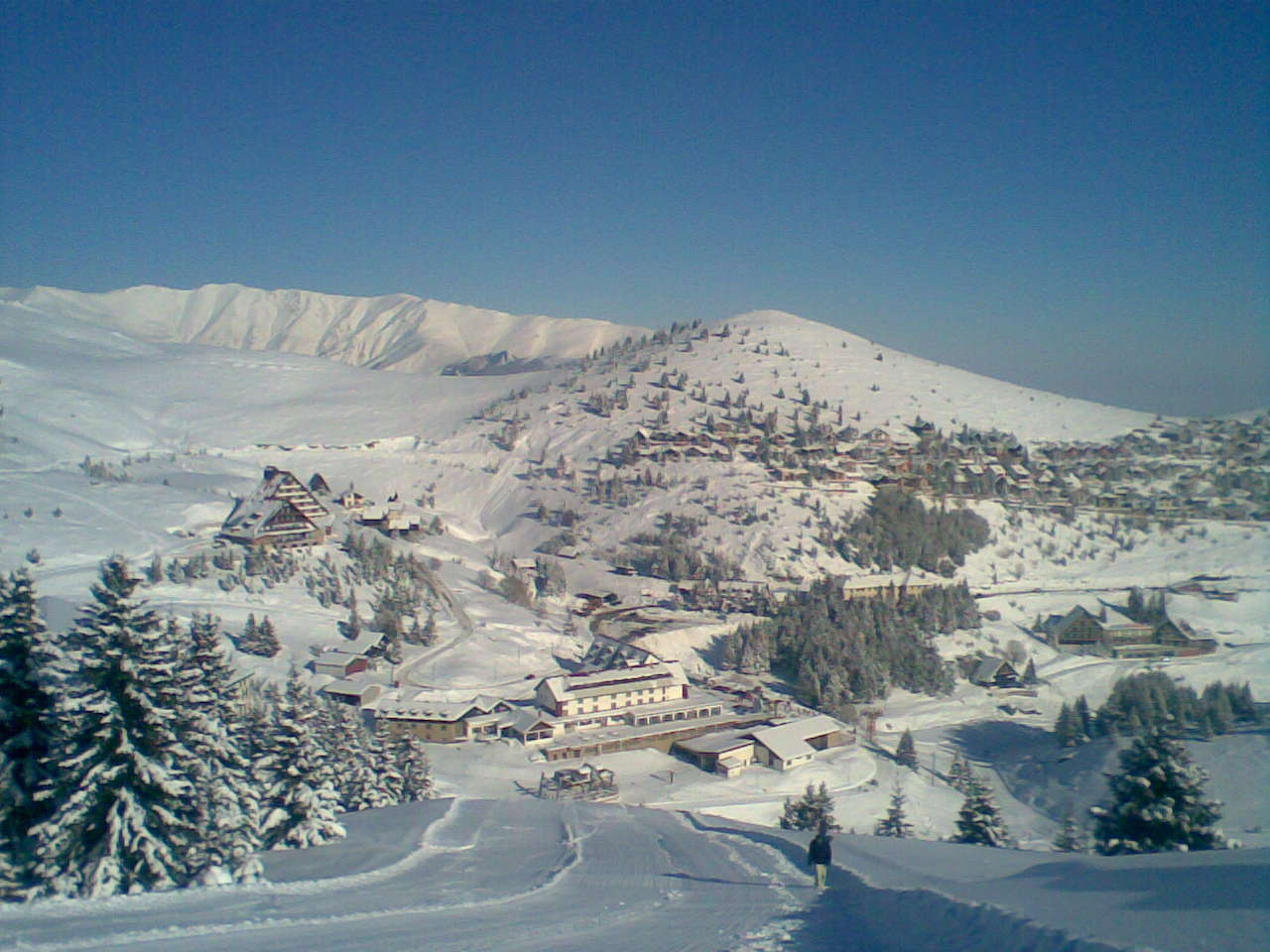
Areál v zimě.

Popova Šapka (makedonsky Попова Шапка, albánsky Kodra e Diellit) je rekreační centrum pro zimní sporty, které se nachází na jižních svazích pohoří Šar planina, v blízkosti města Tetovo (18 km) v Severní Makedonii. Název areálu byl pojmenován podle nedaleké stejnojmenné hory (1780 m n. m.)
Nachází se zde řada hotelů, dvanáct sjezdovek a osm vleků. Lyžařské dráhy začínají v nadmořské výšce 1690 m n. m. Areál byl vybudován v roce 1947 a od té doby je postupně rozvíjen. V současné době je provozován opět od roku 2005.
Areál je známý vysokým počtem slunečných dní v průběhu celého roku a sněhovou pokrývkou od listopadu do května. Z areálu vede tradiční turistická trasa na vrchol Titov vrh. Z Tetova je areál přístupný po asfaltové silnici. Před rokem 2001 sem bylo také možné cestovat lanovou dráhou, ta však byla během střetů mezi makedonskou vládou a albánskými separatisty těžce poškozena a nebyla zrekonstruována. Okolí, které bylo dlouhou dobu zaminované a vyčištěno bylo až za pomocí dotace z Evrobské banky pro obnovu a rozvoj.